# Terza Armata d'India (Nova, 1501)
La Terza Armata d'India (pt 3.ª Armada da Índia) fu allestita nel 1501 per ordine del re Manuele I del Portogallo e posta sotto il comando di João da Nova. Di piccole dimensioni (certa la presenza di sole quattro navi) rispetto alle flotte precedentemente inviate in India in ragione dei suoi scopi prettamente commerciali, finì invece coinvolta nella prima significativa battaglia navale sostenuta dai portoghesi nell'Oceano Indiano La spedizione scoprì le isole disabitate di Ascensione e Sant'Elena nell'Oceano Atlantico meridionale e alcuni studiosi ipotizzano che sia stata la prima armata portoghese a raggiungere Ceylon (odierno Sri Lanka).

## La flotta

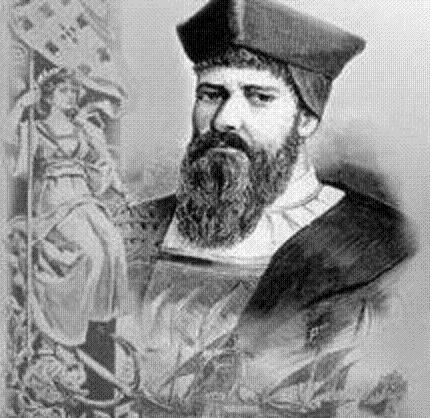
João da Nova

Poco si sa della Terza Armata del 1501 rispetto alle altre prime armate portoghesi dell'India. I resoconti dei cronisti sono scarsi nei dettagli e differiscono in modo significativo in diversi punti. Pochissimi documenti contemporanei offrono informazioni sostanziali, come riconciliazioni di conti diversi o dettagli mancanti.
La Terza Armata era principalmente una spedizione commerciale verso l'India. Si conferma che era composto da quattro navi: due di proprietà della corona e due di proprietà privata. Potrebbe esserci stata una quinta nave con compiti di rifornimento. Il seguente elenco non dovrebbe essere considerato autorevole in quanto provvisorio e compilato incrociando i dati dei vari resoconti, alcuni contrastanti.
| Nome della nave       | Capitano            | Appunti |
| 1. incerto            | João da Nova        | Ammiraglia, di proprietà della Corona                                                                                               |
| 2. incerto            | Francisco de Novais | Di proprietà della Corona |
| 3. incerto            | Diogo Barbosa       | Di proprietà privata di D. Alvaro di Braganza, in parte allestita dal consorzio Marchionni                                          |
| 4. incerto            | Fernão Vinet        | fiorentino. Privato, di proprietà del Consorzio Marchionni. Il partner Girolamo Sernigi potrebbe essere stato a bordo come fattore. |
| 5. Nave rifornimento? | Sconosciuto         | Incerto se esistesse. Se lo ha fatto, probabilmente è affondato e bruciato lungo la strada.                                         |

Questo elenco di capitani è riportato nelle Décadas di João de Barros, Chronica di Damião de Góis, História di Fernão Lopes de Castanheda, Elenco di Diogo do Couto, Asia di Manuel de Faria e Sousa e le Annaes di Quintella. Fernão Pacheco sostituisce Barbosa in diversi elenchi: Lendas di Gaspar Correia e Relação das Naus. Il Livro de Lisuarte de Abreu sostituisce Novais e Barbosa rispettivamente con Rui de Abreu e Duarte Pacheco Pereira.
La modesta armata trasportava 350-400 uomini di cui solo 80 armati "Perché il Re credeva che tutto in India fosse stato pacificato e non voleva spedirne altri." Il suo ammiraglio era João da Nova, un nobile minore nato in Galizia, Alcalde Pequeno (magistrato municipale) di Lisbona, la cui nomina si dovette unicamente al legame con il potente nobile portoghese Tristão da Cunha.
I proprietari delle due navi private, D. Alvaro di Braganza e il fiorentino Bartolomeo Marchionni avevano allestito congiuntamente la Anunciada, una delle navi della Seconda Armata d'India (Cabral, 1500) che all'epoca era ancora in mare. Era una scommessa considerevole per loro attrezzare le nuove navi prima di conoscere i risultati dell'impresa precedente. La Anunciada tornò sana e salva a Lisbona più tardi nel 1501 con un grande carico di spezie.
Uno dei passeggeri della flotta era Paio Rodrigues, impiegato da D. Álvaro di Braganza per rimanere in India come fattore per il consorzio privato. Un altro era Álvaro de Braga, un fattore della corona che si stava dirigendo verso il porto africano di Sofala .

## La missione
L'obiettivo della Terza Armata era interamente commerciale. La sua missione era quella di andare in India, fare il pieno di spezie e tornare a casa. Il viaggio doveva essere tranquillo.
La destinazione del viaggio era Calicut (Calecute, odierna Kozhikode), il principale snodo delle spezie nello stato del Kerala e la città-stato dominante sulla costa del Malabar in India. La Terza Armata si aspettava – o sperava – che la ben equipaggiata Seconda Armata d'India di Pedro Álvares Cabral, che era partita l'anno precedente (1500), fosse riuscita nella sua missione di ambasciatore ad ottenere un trattato con Calicut e ad istituirvi una feitoria. Nova non sapeva che Cabral non solo aveva fallito nella sua missione ma anche aperto formalmente le ostilità tra il Portogallo e Calicut. La Terza Armata navigava verso una guerra che non si aspettava e per la quale non era attrezzata.
Anche la Terza Armada sembra aver avuto una destinazione intermedia pianificata a Sofala, dove Cabral era stato incaricato di creare una feitoria. Secondo Correia, la nave della corona di Francisco de Novais fu designata per commerciare in oro a Sofala e lasciarvi quale fattore Álvaro de Braga, l'impiegato Duarte Barbosa (stesso nome del capitano) e altri ventidue uomini. Anche questo punto della missione di Cabral era fallito: non c'era alcuna feitoria portoghese a Sofala.
L'armata non avrebbe potuto ritardare la sua partenza fino all'arrivo della notizia della Seconda Armata. I monsoni stagionali dell'Oceano Indiano hanno costretto le spedizioni dirette in India a lasciare Lisbona al più tardi entro aprile per trovare venti estivi favorevoli da sud-est dall'Africa all'India. Quegli stessi modelli di vento determinavano che le flotte di ritorno potevano arrivare in Europa solo in estate, non prima di giugno. Sebbene la differenza tra la partenza di una flotta e l'arrivo di un'altra fosse solo di pochi mesi, le flotte in partenza non potevano ritardare la loro partenza fino al ritorno della flotta dell'anno precedente; se lo facessero, si perderebbe un intero anno. Pertanto, sia la corona che i consorzi privati erano disposti ad equipaggiare e lanciare la Terza Armata nel marzo 1501 prima di ricevere qualsiasi notizia dell'esito della Seconda Armata. La prima nave della Seconda Armata ad arrivare lo fece solo alla fine di giugno.
La Terza Armata di Nova avrebbe appreso del viaggio della Seconda Armata lungo il proprio viaggio dalle note e dalle lettere lasciate dalle navi di Cabral alle postazioni di sosta africane. Anche se la Terza Armata venisse a conoscenza della sfortuna della Seconda Armata, le suddette condizioni significavano che non poteva tornare a casa per acquisire rinforzi o cambiare in altro modo le circostanze del suo viaggio. Armato alla leggera, avrebbe dovuto proseguire, intrufolarsi furtivamente in India, evitare Calicut, caricare le spezie nei porti amici e andarsene, il tutto il più rapidamente possibile.

## Il viaggio di andata
Primavera del 1501 - la Terza Armata salpa da Lisbona. La data effettiva varia secondo le fonti tra il 5 marzo (la data più probabile secondo Duarte Leite) o il 10 aprile.
Secondo i cronisti, i primi grandi eventi sono avvenuti a maggio. Correia afferma che la Terza Armata seguì le istruzioni date da Gaspar de Lemos o André Gonçalves, il capitano di una nave tornata dal Brasile l'anno precedente. È andato a sud-ovest e ha fatto una breve sosta per l'irrigazione a Cabo de Santo Agostinho nel nord-est del Brasile, prima di dirigersi verso l'Africa meridionale. Tutti gli altri cronisti non menzionano la sosta brasiliana. Barros e Góis menzionano la scoperta dell'Isola di Ascensione nello stesso mese, un evento che Correia non registra. Procedendo nell'Atlantico meridionale, Nova avvistò l'Isola di Ascensione che chiamò Ilha da Conceição ("Isola della Concezione"). Si conferma che l'isola fu scoperta in seguito da Alfonso de Albuquerque che le diede il nome moderno (Ilha da Ascensção) nel 1503.
La flotta doppiò il Capo di Buona Speranza il 7 luglio 1501 senza un incidente noto. È ancorato a Mossel Bay ( Aguada de São Brás ). Lì, Nova ha trovato un biglietto in una scarpa vicino a un abbeveratoio. La nota era stata lasciata circa un mese prima da Pêro de Ataíde, uno dei capitani della Seconda Armata di ritorno. La nota di Ataíde, indirizzata a tutti i capitani diretti in India, avvertiva che Calicut era diventato ostile ai portoghesi, ma che Cochin ( Cochim, ora Kochi) e Cannanore (ora Kannur) erano ancora porti amici dove si potevano procurare spezie. Raccomandava inoltre ai capitani diretti in India di recarsi a Malindi, dove Pedro Álvares Cabral lasciò lettere che contenevano informazioni più dettagliate. Secoli dopo, il governo sudafricano dichiarò monumento nazionale l'albero del latte dove Ataíde appendeva la sua scarpa e vi eresse una cassetta delle lettere a forma di scarpa sotto di esso.
A metà luglio 1501, la Terza Armata arrivò all'Isola di Mozambico. Ignorando le istruzioni, Nova decise di non inviare la nave di Novais a Sofala, probabilmente perché comprese che aveva bisogno di tutti i suoi uomini a causa della minaccia di un impegno militare in India. Poco dopo, salpò lungo la costa dell'Africa orientale. Allo stesso tempo, Nova probabilmente scoprì l'Isola Juan de Nova nel Canale del Mozambico e l'atollo di Farquhar, parte delle Seychelles, che furono chiamate "isole João da Nova" fino al XIX secolo.
Nello stesso periodo, la spedizione giunse alla città-stato swahili di Kilwa (Quiloa). Un degredado portoghese (detenuto in esilio) li accolse sulla spiaggia o su una barca a remi: secondo Barros e Góis tale 'António Fernandes' che recava le lettere di Cabral; secondo Correia tale 'Pêro Esteves', sprovvisto di lettere in quanto Cabral le aveva lasciate a Malindi. Il degredado informò Nova dello stato delle cose a Kilwa. Barros suggerisce che in quest'occasione Nova incontrò personalmente Muhammad Arcone, un nobile di Kilwan che in seguito vi avrebbe svolto un ruolo fondamentale per gli affari lusitani. Correia osserva che Nova era cauto nell'avvicinarsi a Kilwa e si rifiutò di scendere a terra nonostante i ripetuti inviti; fece negoziare al degredado la fornitura di alcune provviste, probabilmente agrumi, dalla città per i suoi uomini ammalatisi di scorbuto e se ne andò in fretta.
Barros suggerisce che alla fine di luglio, la Terza Armata salpò immediatamente per l'India dopo aver lasciato Kilwa. Correia afferma che Nova salpò prima per Malindi per consegnare una lettera del re Manuele I del Portogallo al sultano di Malindi. Secondo Correia, il sultano ricevette bene i portoghesi, fornendo loro ampiamente biscotti, riso, burro, polli, pecore e altri alimenti. Scrive inoltre che fu ora che Nova ricevette le lettere che Cabral aveva spedito da un messaggero dal Mozambico, da cui apprese di più sullo Zamorin (monarca) di Calicut, la fabbrica portoghese a Cochin e le relazioni amichevoli con Cannanore e Quilon. In questa versione, la Terza Armata lasciò Malindi il 28 luglio 1501 e attraversò l'Oceano Indiano dopo 18 giorni.

## Nova in India

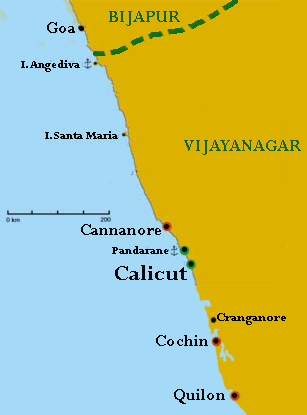
La costa indiana del Malabar c. 1500

Agosto 1501 - la Terza Armata di João da Nova arriva in India alle isole di Santa Maria al largo della costa del Malabar. Secondo Correia, Nova ha chiamato le isole a causa della festa dell'Assunzione di Maria (15 agosto).
Le narrazioni sugli eventi successivi differiscono. Barros dice che Nova discese immediatamente la costa indiana verso il Kerala mentre Correia afferma che si fermò al porto di Batecala (ora Bhatkal), il principale porto commerciale dell'Impero Vijayanagara, commerciando con gli indigeni e dando la caccia ai pirati di base ad Onor (oggi Honnavar). Entrambe le narrazioni concordano sul fatto che la Terza Armata alla fine iniziò a scendere lungo la costa indiana verso il Kerala, tentando di catturare due navi mercantili, presumibilmente da Calicut, vicino al Monte d'Eli (ora Ezhimala Hill) lungo la strada e che uno dei due legni indigeni riuscì a fuggire.
Il ritardo di due mesi tra il presunto arrivo della Terza Armada in India (agosto) e le sue prime attività registrate in India (novembre) è stato oggetto di speculazioni. Correia suggerisce che la Terza Armada abbia semplicemente indugiato nell'area tra Batecala e il Monte d'Eli per commerciare e forse dedicarsi alla pirateria prima di dirigersi a sud verso Cannanore. Altri ipotizzano che durante questo interludio, Nova abbia lanciato avventure esplorative molto a sud, sotto Capo Comorin, per individuare la favolosa isola di Taprobana (Ceylon), la principale fonte mondiale di cannella.
Novembre - la Terza Armata arriva a Cannanore. Nova è ben accolto dal Kolathiri Raja di Cannanore che immediatamente lo esorta a caricare le sue navi con spezie dai mercati cittadini. Nova declina l'offerta perché deve prima ritirare le forniture già acquisite dallo stabilimento portoghese di Kochi. Prima di partire, Nova lasciò alcuni agenti con l'ordine di acquistare spezie, principalmente zenzero e cannella, a Cannanore da caricare in seguito. Secondo alcune fonti, Nova avrebbe contestualmente creato la feitoria di Cannanore. Tuttavia, il fattore che lasciò fu Paio Rodrigues, un agente privato di D. Alvaro di Braganza e del consorzio Marchionni, non un dipendente della Casa da Índia, la casa commerciale della Corona, che avrebbe nominato un fattore a Cannanore solo con la Quarta Armata.
A Cannanore, João da Nova ricevette un'ambasciata dallo Zamorin di Calicut, accompagnata da Gonçalo Peixoto, un portoghese sopravvissuto al massacro dell'anno precedente che era rimasto a Calicut nell'ultimo anno. In una lettera a Nova, lo Zamorin espresse tristezza per i fatti del dicembre 1500, da lui ascritti all'odio tra musulmani e cristiani, per lui incomprensibile in quanto principe induista interessato solo dalla pace ed all'amicizia con il Portogallo. Lo Zamorin riferì anche che i capi della rivolta erano stati arrestati e puniti e invitò Nova a Calicut per raccogliere la merce lasciata nella feitoria e ricevere un risarcimento. Proponendo di inviare due ambasciatori con la flotta di Nova a Lisbona, espresse il desiderio di concludere un trattato con il re Manuele I del Portogallo. Il Kolathiri Raja raccomandò a Nova di accettare l'offerta ma Peixoto l'avvertì di rifiutarla, sostenendo che lo Zamorin lo stava attirando in una trappola e che al momento stava preparando una flotta da guerra a Calicut. Nova non rispose pertanto alla supplica dello Zamorin e Peixoto si unì alla sua flotta. Correia non menziona affatto Peixoto ed afferma che Nova accettò l'offerta dell'emissario dello Zamorin e salpò per Calicut. Fu un anonimo 'cristiano' ad avvisare i portoghesi della trappola mentre, già nel porto di Calicut, attendevano le merci promesse dallo Zamorin. Quale che sia stata la fonte che smascherò il complotto, Nova si ritirò da Calicut ma non prima d'aver catturato tre mercantili, dei quali uno di proprietà dello stesso Zamorin, all'imboccatura del porto, averne sequestrato il carico (un prezioso bottino comprendente strumenti nautici indiani d'argento e carte di navigazione) e averli bruciati in bella vista della città.
Nova riparò a Kochi e v'incontrò il fattore lasciato da Cabral, Gonçalo Gil Barbosa, che segnalò difficoltà commerciali nei mercati locali. I mercanti di spezie indiani richiedevano il pagamento in argento ma Cabral aveva lasciato il fattore solo con merci portoghesi, principalmente stoffa. Ci si aspettava che utilizzasse i proventi commerciali della vendita delle merci portoghesi per acquistare spezie. Tuttavia, le merci portoghesi avevano poco valore nei mercati indiani, quindi Barbosa aveva ancora le sue scorte invendute e non era in grado di ottenere argento per acquistare spezie. Il fattore sospettava che le corporazioni mercantili arabe avessero progettato un boicottaggio delle merci portoghesi in India. Riferì anche che il Trimumpara Raja di Kochi, alleato dei portoghesi, era furioso perché la flotta di Cabral era partita troppo all'improvviso, dimenticandosi a terra due inviati del Raja. Le fonti attribuiscono la mancanza di contanti in argento come il problema urgente che Nova non aveva previsto. Non ha portato molto perché si aspettava di raccogliere denaro vendendo merci portoghesi. Una spiegazione alternativa per il ritardo di due mesi tra l'arrivo di Nova in India e l'effettivo arrivo nel Malabar è appunto che, accortosi del problema di cassa non appena arrivato in India, l'ammiraglio si sia attardato nei porti lungo la strada alla frenetica ricerca di denaro contante, cimentandosi anche in atti di pirateria, rischiosi per il tipo d'armamento di cui disponeva, laddove avrebbe forse preferito procedere anonimamente verso la meta designata.
Nova tornò a Cannanore per vedere se gli agenti che aveva lasciato lì avevano raccolto denaro ma incontrarono lo stesso problema. Intervenne infine il Kolathiri Raja di Cannanore, ponendosi a garanzia della vendita di spezie ai portoghesi a credito e permettendo ai portoghesi di ottenere spezie.

### Scoperta di Ceylon

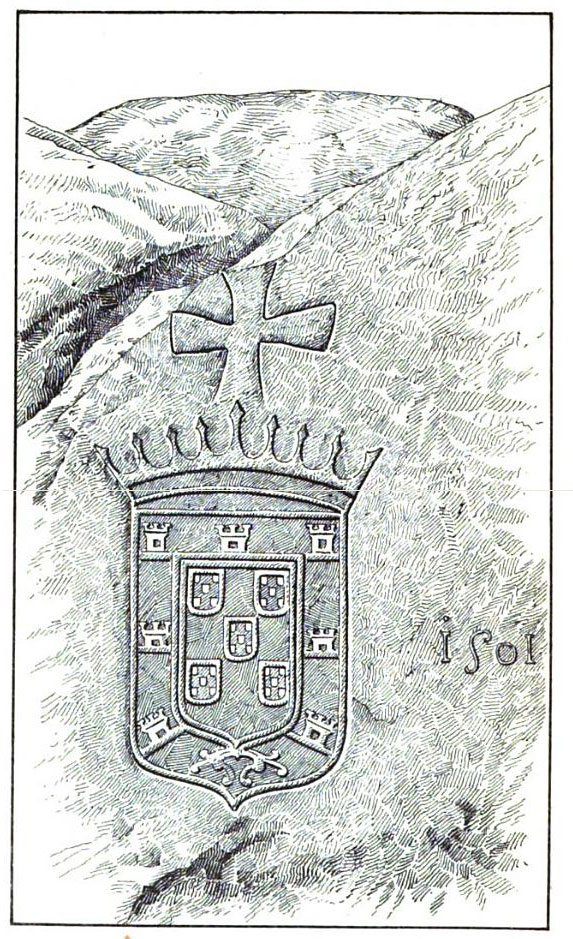
Iscrizione portoghese su un masso a Colombo (Sri Lanka), datata 1501, presumibilmente lasciata dalla Terza Armata.

Nel 1898, gli scavi sotto il Breakwater Office a Colombo, nello Sri Lanka, hanno rivelato un masso con un'iscrizione portoghese, uno stemma e la data, chiaramente indicata, "1501", quattro anni prima dell'arrivo di Lourenço de Almeida sull'isola (1505), data ufficiale della scoperta portoghese di Ceylon. Molte speculazioni hanno circondato l'iscrizione. La prima teoria era che il masso fosse una lapide incompleta per un capitano portoghese nato nel 1501 (data di morte mancante). Tuttavia, le armi e lo stile dell'iscrizione sembravano essere di un padrão, il tipico indicatore di una rivendicazione portoghese. Alcuni sostengono che la data sia semplicemente un errore o che l'"1" nel 1501 sia una cifra mal scolpita. Un'altra teoria è che quello che sembra essere un numero sia in realtà un acronimo, ISOI ( Iesus Salvator Orientalium Indicorum - it. "Gesù il Salvatore delle Indie Orientali").
Alcuni storici, in particolare Bouchon 1980, hanno sostenuto che l'iscrizione sia stata fatta da un capitano della Terza Armata del 1501. Le fonti che descrivono il viaggio dell'Armada non registrano che si sia imbattuta in Ceylon ma il viaggio dell'armata è stato registrato male nel suo insieme. Bouchon ipotizza che la scoperta sia avvenuta durante un'avventura esplorativa partita dall'isola di Anjediva o dalle isole di Santa Maria oppure che il viaggio a Ceylon avvenne alla fine di novembre o all'inizio di dicembre 1501. In questo scenario, Nova non è tornato immediatamente a Cannanore dopo aver realizzato il suo problema di cassa, piuttosto lui o uno dei suoi capitani si sono imbattuti in Ceylon o sono stati guidati lì da un indigeno, sperando in un successo migliore lì.
Nessuna di queste teorie è confermata o suggerita in alcun resoconto scritto.

### Prima Battaglia di Cannanore
15 dicembre 1501 (circa) - la Terza Armata si prepara a lasciare l'India, carica di spezie provenienti da Cannanore e altri beni provenienti da attacchi pirateschi. Giunge notizia a Nova che una flotta da battaglia guidata dallo Zamorin si sta dirigendo a Cannanore. La flotta di Calicut comprendeva quasi 40 grandi navi e 180 piccole navi chiamate parau e zambuks e circa 7.000 uomini.
Il Raja di Cannanore esortò Nova a rimanere sotto la sua protezione ed evitare conflitti. Nova respinse l'offerta del Raja, tentando di defilarsi con una brezza favorevole. Le navi portoghesi spararono con i loro cannoni per violare la linea dello Zamorin. Una volta aperta una breccia, quattro navi portoghesi vi si diressero in formazione a colonna, facendo fuoco con i cannoni laterali. Il martellamento dei cannoni e l'altezza delle navi di Nova impedirono alle forze di Calicut di salire a bordo delle navi portoghesi con i rampini. La flotta di Calicut, meno idonea alla navigazione, iniziò a disperdersi durante l'inseguimento sotto il tiro continuo dei cannoni lusitani. Aumentata la distanza al punto da disincentivare i tentativi d'abbordaggio, lo scontro divenne un duello d'artiglieria a distanza. Lo Zamorin si ritirò dopo aver realizzato che la portata dei suoi cannoni e la velocità di ricarica dei suoi artiglieri non potevano eguagliare quella degli europei. Nova incalzò il nemico in fuga (probabilmente a mero scopo intimidatorio/dimostrativo), poi chiuse le operazioni il 2 gennaio 1502. In due giorni di combattimenti, la Terza Armata aveva affondato cinque grandi navi e una dozzina di barche a remi ed inflitto grandi danni alle restanti navi dello Zamorin. I legni portoghesi non avevano riportato alcun danno.
Sebbene João da Nova non fosse preparato per un combattimento, la battaglia navale di Cannanore è considerata da alcuni come il primo importante impegno navale portoghese nell'Oceano Indiano. Non fu il primo scontro tra navi portoghesi e indiane: anche la Prima Armata d'India (Gama, 1497) e la Seconda Armata d'India (Cabral, 1500) combatterono contro varie flotte indiane. Furono però scontri con navi mercantili per lo più male armate, pirati e squadriglie isolate: ingaggi che una singola caravella ben armata poteva vincere facilmente. A Cannanore, invece, lo Zamorin aveva attaccato direttamente, schierando la migliore flotta possibile contro un piccolo gruppo di navi mercantili portoghesi significativamente meno armate delle navi di Gama e Cabral. Secondo il sito web ufficiale della Marina portoghese, la battaglia è anche storicamente nota per essere stata uno dei primi usi deliberati registrati di una colonna navale, in seguito chiamata linea di battaglia, e per essere stata risolta dal solo fuoco di cannone. Le tattiche utilizzate nella battaglia divennero sempre più prevalenti man mano che la tecnologia e la strategia navale si evolvevano, facendo della Prima battaglia di Cannanore la prima battaglia navale moderna.

## Il viaggio di ritorno

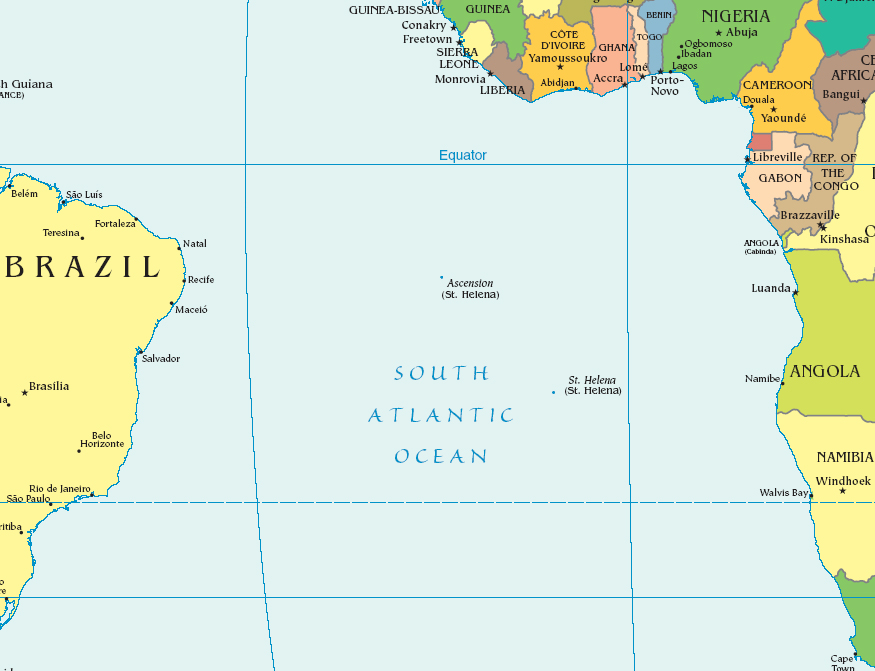
Posizioni dell'Isola di Ascensione (scoperta dalla Terza Armata nel maggio 1501) e di Sant'Elena (scoperta nel maggio 1502) nell'Oceano Atlantico meridionale.

All'inizio del 1502, la Terza Armada catturò un'altra nave mercantile Calicut vicino al Monte d'Eli, che saccheggiò, bruciò e affondò. Poco dopo iniziò il viaggio di ritorno. L'armata fece due soste per abbeverarsi in Africa orientale: la prima a Malindi, dove Nova depositò le lettere che sarebbero state ricevute nello stesso anno da Thomé Lopes, e la seconda dell'Isola di Mozambico.
Dopo aver aggirato il Capo di Buona Speranza, Nova salpò nell'Atlantico meridionale e scoprì l'isola disabitata di Sant'Elena mentre stava tornando a casa, scoperta cui Correia non fa riferimento alcuno. Si ritiene che l'isola abbia preso il nome dalla santa Flavia Giulia Elena, la cui festa ricade secondo il calendario dei santi il 21 maggio. Jan Huygen van Linschoten afferma che la data è un giorno di festa protestante citato erroneamente per una scoperta fatta due decenni prima della Riforma, suggerendo invece il 3 maggio come data più probabile, il giorno della festa della Vera Croce. Secondo la leggenda, Nova si ancorò sul lato occidentale dell'isola e costruì una cappella in legno nel luogo della futura Jamestown (Sant'Elena). L'isola divenne una tappa fissa nelle future spedizioni portoghesi in India ma la sua esistenza e posizione rimasero un segreto portoghese per i successivi ottant'anni fino a quando il capitano inglese Thomas Cavendish s'imbatté in essa nel 1588.
La Terza Armata di Nova arrivò a Lisbona l'11 settembre 1502. Secondo le lettere dei mercanti italiani a Lisbona, la Terza Armada riportò 900 cantari (quintali) di pepe nero, 550 di cannella, 30 di zenzero, 25 di lacca, e altri beni assortiti. La quantità di cannella è stata citata come prova della teoria che l'armata abbia visitato Ceylon ma la cannella non era rara in altri mercati indiani e poteva provenire dal carico di navi sequestrate.

## Conseguenze
La spedizione della Terza Armata non fu considerata un successo clamoroso. Sebbene non ci siano state perdite significative di navi o uomini, l'armata tornò con meno spezie di quanto previsto; le lettere insinuano che le stive fossero parzialmente vuote. Nova non è riuscita nemmeno a scambiare oro in Africa. La notizia del vincolo di cassa in India e la dipendenza dell'armata dalla pirateria per riempire le sue stive scoraggiarono i mercanti portoghesi, che in precedenza avevano pensato di poter realizzare facili profitti su entrambe le parti della corsa indiana. Al contrario, la scoperta dell'Isola dell'Ascensione e di Sant'Elena è stata ben accolta. L'armata arrivò troppo tardi per fornire informazioni dal viaggio alla Quarta Armata d'India (Gama, 1502), pesantemente armata, che aveva già lasciato Lisbona.

## Revisione delle isole scoperte

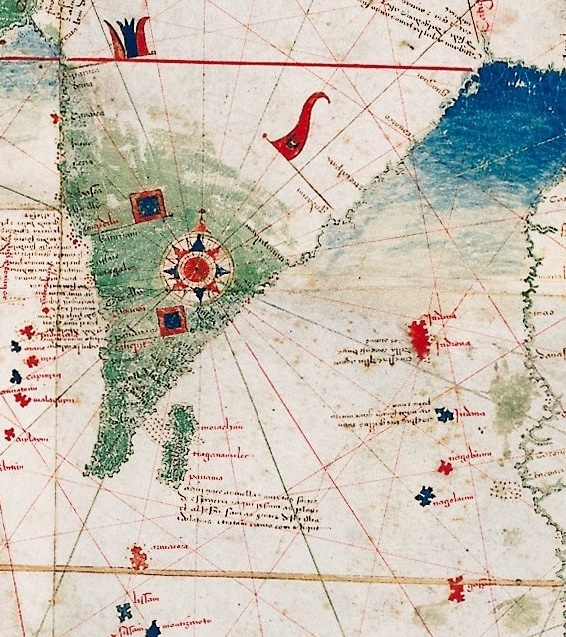
La penisola indiana e l'isola di Ceylon - particolare dal Planisfero di Cantino (1502)

Ci sono dubbi sulla scoperta da parte della Terza Armata dell'Isola dell'Ascensione e di Sant'Elena. È consuetudine attribuire alla Terza Armata di João da Nova la scoperta dell'Isola dell'Ascensione, sebbene abbia chiamato l'isola "Isola della Concezione", nel suo viaggio di andata nel maggio 1501 e Sant'Elena nel suo viaggio di ritorno il 21 maggio 1502. I principali resoconti che hanno portato a questa credenza diffusa provengono da Barros e Góis., in accordo ai quali l'isola dell'Ascensione fu scoperta due volte nel 1503: la Quarta Armata, al ritorno, l'avvistò il 30 luglio 1503, mentre la Quinta Armata d'India (Albuquerque, 1503), alla partenza, l'avvistò il 20 maggio 1503 e la ribattezzò ilha da Ascensção. Tuttavia, gli storici moderni hanno trovato anomalie con il resoconto convenzionale, suggerendo che Barros e Góis si sbagliassero e offrendo resoconti alternativi della scoperta delle due isole.
Nel calendario liturgico cattolico, la festa del concepimento è l'8 dicembre, mentre la festa dell'Ascensione sarebbe nel maggio 1501. Gli storici sostengono che quest'ultimo si adatti meglio ai tempi della scoperta dell'Armada, quindi è improbabile che Nova la chiami "isola della Concezione" piuttosto che "Ascensione". Inoltre, il Planisfero di Cantino, composto alla fine del 1502 (dopo il ritorno di Nova ma prima della partenza di Albuquerque), riporta una ilha achada e chamada ascenssam (it. "isola ritrovata e chiamata Ascensione") ma non Sant'Elena. Tuttavia, Thomé Lopes, testimone oculare della Quarta Armata, notò che Sant'Elena era un'"isola sconosciuta" e diede la sua posizione a 200 leghe di distanza dall'"Isola dell'Ascensione", non "della Concezione". La Quarta Armata aveva già lasciato il Portogallo quando Nova tornò. A causa di queste due anomalie, Leite conclude che Nova scoprì e nominò l'Isola dell'Ascensione durante il viaggio di andata il 20 maggio 1501 ma non scoprì Sant'Elena durante il viaggio di ritorno.
Roukema non è d'accordo con Leite. Secondo lui sarebbe stato nauticamente bizzarro per Nova, nel suo viaggio in uscita, navigare da Cabo de Santo Agostinho (Brasile) all'Isola dell'Ascensione direttamente contro i venti e le correnti. La solita rotta verso il Capo di Buona Speranza era quella di seguire una corrente oceanica nota come South Atlantic Gyre, il cui percorso aveva anche venti favorevoli. Roukema propone che Nova abbia scoperto l'isola dell'Ascensione durante il suo viaggio di ritorno il 5 maggio 1502 (giorno dell'Ascensione). Tuttavia, solo Correia suggerisce che Nova si sia fermato in Brasile, quindi la teoria di Roukema si basa su cronache contrastanti. Tuttavia, Roukema è d'accordo con Barros e Góis in quanto Nova ha scoperto un'isola durante il suo viaggio in uscita, ipotizzando che abbia effettivamente scoperto il gruppo di isole Tristan da Cunha nell'Atlantico meridionale. Il planisfero del Cantino raffigura la cosiddetta Isola dell'Ascensione come più isole. Inoltre, la differenza di un giorno tra il giorno dell'Ascensione (20 maggio) e il giorno di Sant'Elena (21 maggio) può essere fonte di confusione tra i nomi. Così Roukema afferma che Nova scoprì e riportò il gruppo Tristan da Cunha durante il viaggio di andata il 21 maggio 1501, chiamandolo "Sant'Elena", e l'isola dell'Ascensione nel viaggio di ritorno il 5 maggio 1502, chiamandola "Isola dell'Ascensione". Tuttavia, a causa delle date, le due isole furono confuse e il nome "Sant'Elena" usato in modo incoerente fuorviava Barros e Góis.
Nova è stato in India a dicembre, e non c'è riconciliazione dei tempi con il calendario liturgico; quindi, Livermore sostiene che l'identificazione "Conceception Island" è stata un errore. Nota anche che Thomé Lopes non poteva conoscere il nome "Isola dell'Ascensione" nel luglio 1503 perché la sua nave lasciò Lisbona prima del ritorno di Nova. Una possibile soluzione a quest'ultimo problema, come scrive Lopes, è che la Quarta Armata incontrò le navi in partenza della Quinta Armata vicino al Capo di Buona Speranza nel luglio 1503. Accettare le tesi di Roukema, Livermore e altri storici sono dubbiosi sull'effettiva scoperta di Sant'Elena. Molti citano il resoconto di Estêvão da Gama, cugino di Vasco da Gama, parte della Quarta Armata al viaggio di ritorno all'inizio del 1503.
Tuttavia, il resoconto del testimone oculare di Thomé Lopes indica che sbarcò a Sant'Elena il 30 luglio 1503. Lopes scrive che il giorno di Sant'Elena (21 maggio 1503), quasi tutte le navi della Quarta Armata, compresa quella di Estêvão da Gama, erano bloccate a Mozambico con gravi problemi di navigazione. Vasco de Gama ordinò alle navi di partire in piccoli gruppi mentre venivano riparate. Lopes è partito dal Mozambico il 16 giugno con tre navi, notando un anonimo marinaio fiammingo, che conferma in un resoconto anche lo sbarco su un'isola del Sud Atlantico il 30 giugno. Due delle tre navi che Lopes descrive erano andate in India nel 1502 come parte di uno squadrone guidato da Estêvão da Gama, ma tornarono nel 1503 senza di lui. Il racconto di Lopes non fornisce alcuna ragione per cui l'isola sia chiamata "Sant'Elena" poiché la data riportata - 30 luglio 1503 - non era una festa di Sant'Elena. Il primo giorno di festa possibile era il 18 agosto. Lopes non indica la data esatta della sua partenza dall'isola, ma il Fleming riferisce che sono partiti il 1 agosto. Una possibilità è che Sant'Elena sia stata scoperta per la prima volta da un'altra nave della Quarta Armada, non parte del trio che trasportava Lopes, ma un'altra partita dall'isola del Mozambico all'inizio di maggio.

### Esplicative
1. ↑  Radulet 1985, p. 74n propone l'identificazione di 'Fernão Vinet' con 'Girolamo Sernigi'.
2. ↑  Correia 1 marzo; Barros e Góis 5 marzo; la lettera dell'agente italiano Lunarda de Cha Masser dice aprile; una lettera del re Manuele I dice il 10 aprile. Rivedendo le prove, Duarte Leite suggerisce che una data d'inizio marzo è più probabile (Danvers 1894, p. 74).
3. ↑  Barros, p. 466 Correia, 236 sostengono che la nota è stata lasciata da Sancho de Tovar e non in una scarpa ma sotto una pentola di ferro.
4. ↑  Barros, pp. 466-67 si confonde qui, dicendo che la lettera diceva loro di passare per "Mombassa" e che le lettere erano tenute dal degredado António Fernandes. Correia p. 236 si limita a dire che la nota avvertiva delle ostilità con Calicut.
5. ↑  Correia e Barros concordarono sulla "Isole di Santa Maria" ma Góis, p. 84 dice che sono sbarcati all'isola di Anjediva nel mese di novembre.
6. ↑  Bouchon 1980, p. 240 sottolinea che non ci sono resoconti contemporanei sopravvissuti di attività portoghesi in India tra la partenza della flotta di ritorno di Cabral nel gennaio 1501 e l'arrivo della quarta armata di Gama nell'agosto 1502. Silenzio e speculazioni circondano le attività di Nova in India.
7. ↑  Il planisfero di Cantino del 1502 mostra chiaramente Ceylon raffigurata ed è citato come prova della scoperta da ascriversi alla Terza Armata d'India (Nova, 1501). Tuttavia, non è chiaro se il planisfero sia stato redatto prima o dopo il ritorno di Nova (settembre 1502). I portoghesi avrebbero potuto ottenere informazioni sull'isola senza scoprirla effettivamente da 'Giuseppe l'Indiano' (José de Cranganor, Josephus Indus), il prete cristiano siriano che era tornato con la Seconda Armata d'India (Cabral, 1500).
8. ↑  La data del 31 dicembre è data da Monteiro 1989, p. 84. Castanheda e Góis datano lo scontro al 16-17 dicembre; Correia, 12 dicembre; Barros afferma che sono stati intercettati durante la prima tappa da Cannanore a Cochin.
9. ↑  L'Anonimo Fiammingo, p. 37 riferisce d'una strage nell'isola disabitata: "Il 30 giugno abbiamo trovato un'isola, dove abbiamo ucciso almeno 300 uomini, e ne abbiamo catturati molti, e lì abbiamo preso dell'acqua e siamo partiti da lì il 1º giorno di agosto". Questi "uomini" potrebbero essere stati uccelli (pinguini?) o tartarughe visto che l'equipaggio necessitava provviste! Inoltre, l'anonimo confonde anche giugno con luglio.

### Bibliografiche
1. ↑  Barros, Dec. I, Bk V, c.10.
2. ↑  Góis, p. 83.
3. 1 2  Castanheda, p. 126.
4. ↑  Couto, Dec. X, Pt.1, Bk.1, c.16, p. 118.
5. ↑  Faria e Sousa, vol. 1, Pt. 1, Ch.5, p. 50.
6. ↑  Quintella 1839, p. 257.
7. 1 2 3  Correia, p. 235.
8. ↑  Relação das Naus, p. 5 although it notes Barbosa rather than Pacheco in a side-gloss.
9. ↑  Bouchon 1980, p. 250.
10. ↑  Faria e Sousa, p. 49.
11. ↑  Subrahmanyam 1997, p. 182.
12. ↑   Old Post Office Tree, su diasmuseum.co.za. URL consultato l'11 ottobre 2021 (archiviato dall'url originale l'11 agosto 2011).
13. 1 2 3  Correia, p. 236.
14. ↑  Subrahmanyam 1997, p. 183.
15. ↑  Birch 1877, p. xx.
16. ↑  (EN) Findlay AG, A Directory for the Navigation of the Indian Ocean, Londra, Laurie, 1866,  p. 479.
17. ↑  Barros, p. 467.
18. ↑  Góis, p. 84.
19. ↑  Correia, p. 237.
20. ↑  Correia, p. 238.
21. ↑  Correia, pp. 238-39.
22. ↑  Correia, p. 244.
23. ↑  Barros, p. 468.
24. ↑  Barros, p. 476.
25. ↑  Correia, p. 247.
26. ↑  Bouchon 1980, p. 257.
27. ↑  Matthew 1997, p. 11.
28. ↑  (PT) Marinha Portuguesa, site Cananor – 31 de Dezembro de 1501 a 2 de Janeiro de 1502, su marinha.pt, 2009. URL consultato l'11 ottobre 2021 (archiviato dall'url originale il 20 agosto 2016).
29. 1 2  Barros, p. 477.
30. ↑  Góis, p. 85.
31. ↑  (EN) Bruce I, "St Helena Day", in Wirebird, The Journal of the Friends of St Helena, n. 44, 2015,  pp. 32-46.
32. ↑  Smallman 2003, p. 12.
33. ↑  Barros, pp. 466 e 477.
34. ↑  Góis, pp. 84-85.
35. ↑  Lopes, p. 156 (it) e pp. 214-215 (pt).
36. ↑  Leite 1960, pp. 252-53.
37. 1 2  Roukema 1963, p. 16.
38. ↑  (EN) Livermore H, Santa Helena, a Forgotten Portuguese Discovery, in Estudos em Homenagem a Luis Antonio de Oliveira Ramos, Porto, 2004,  pp. 623-31.
39. ↑  Lopes,  p. 156 (it) e p. 214 (pt).

### Fonti primarie
- (EN) Albuquerque A de, Commentarios Dafonso Dalboquerque, capitam geral & gouernador da India, traduzione di Gray Birch W de, Londra, Hakluyt Society, 1875-84  [1557].
- (PT) Albuquerque L de (a cura di), Memória das Armadas que de Portugal passaram à Índia [...], facsimile celebrativo, Lisbona, Academia das Ciências, 1979  [1568].
- (EN) Anonimo marinaio fiammingo, Calcoen, a Dutch narrative of the second voyage of Vasco da Gama to Calicut, printed at Antwerp circa 1504, traduzione di Berjeau JP, Londra, 1874  [1504].
- (PT) Anonimo marinaio portoghese, Neue Quellen zur zweiten Indienfahrt Vasco da Gamas, in Rohr C von (a cura di), Leipzig, Koehler, 1939. ed. in (PT) Freire Costa L (a cura di), Relação anónima da segunda viagem de Vasco da Gama à índia, in Cidadania e História. Em homenagem a Jaime Cortesão, Lisbona, Sá da Costa, 1985.
- (EN) Anonimo marinaio tedesco, European Expansion 1494–1519: the voyages of discovery in the Bratislava manuscript Lyc. 515/8, a cura di Krasa M, Polisensky J e Ratkos P, Praga, Charles University, 1986.
- (PT) Bulhão Pato RA (a cura di), Cartas de Affonso de Albuquerque, seguidas de documentos que as elucidam, Lisbona, Academia Real de Sciencias, 1898.
- (PT) Duarte Barbosa, O Livro de Duarte Barbosa, traduzione di Dames ML, rist., Nuova Delhi, Asian Education Services, 2005  [1518].
- (PT) João de Barros, Décadas da Ásia: Dos feitos, que os Portuguezes fizeram no descubrimento, e conquista, dos mares, e terras do Oriente, 1552-1559.
- (PT) Diogo do Couto, Décadas da Ásia: Dos feitos, que os Portuguezes fizeram no descubrimento, e conquista, dos mares, e terras do Oriente, 1602-1645.
- (PT) Manuel de Faria e Sousa, Ásia portuguesa, 1. História da Índia, desde o seu descobrimento até o ano de 1538, Lisbona, Henrique Valente de Oliveira, 1666.
- (PT) Fernão Lopes de Castanheda, História do descobrimento e conquista da Índia pelos portugueses, 1833  [1551-1560].
- (PT) Gaspar Correia, Lendas da Índia, Lisbona, Academia Real das Sciencias, 1858-64  [1550].
- Giovanni da Empoli, Viaggio fatto nell'India per Gioanni Da Empoli fattore su la nave del Serenissimo Re di Portogallo per conto de Marchionni di Lisbona, Treviso, Giovanni Battista Ramusio, 1550.
- (PT) Damião de Góis, Crónica do Felicissimo Rei D. Manuel, 1566–67.
- Matteo da Bergamo, Viaggio di Matteo da Bergamo in India sulla flotta di Vasco da Gama (1502–1503), in Peragallo P (a cura di), Bollettino della Società geografica italiana, 1902,  pp. 92-129.
- Thomé Lopes, Navigatione verso l'Indie orientali scritta per Thomé Lopez, scrivano de una nave Portoghesa, in Giovanni Battista Ramusio (a cura di), Primo volume delle navigationi et viaggi nel qua si contine la descrittione dell'Africa, et del paese del Prete Ianni, on varii viaggi, dal mar Rosso a Calicut,& infin all'isole Molucche, dove nascono le Spetierie et la navigatione attorno il mondo, Venezia, 1550. trad. in (PT) Thomé Lopes, Navegação as Indias Orientaes, escrita em Portuguez por Thomé Lopes, traduzida da lingua Portugueza para a Italiana, e novamente do Italiano para o Portuguez, in Collecção de noticias para a historia e geografia das nações ultramarinas: que vivem nos dominios portuguezes, ou lhes são visinhas, vol. 2, Lisbona, Academia Real das Sciencias, 1812.
- (LA) Girolamo Osorio, De rebus Emmanuelis, traduzione di Gibbs J, Londra, Millar, 1752  [1586].
- (PT) António de Ataíde, Codex Add. 20902, in Relação das Náos e Armadas da India com os Sucessos dellas que se puderam Saber, para Noticia e Instrucção dos Curiozos, e Amantes da Historia da India. ed. (PT) Maldonado MH (a cura di), Relação das Náos e Armadas da India com os Sucessos dellas que se puderam Saber, para Noticia e Instrucção dos Curiozos, e Amantes da Historia da India, Biblioteca Geral da Universidade de Coimbra, 1985.
- Ludovico de Varthema, Itinerario de Ludouico de Varthema Bolognese, traduzione di Jones JW, Londra, Halykut Society, 1863  [1510].

### Fonti secondarie
- (FR) Bouchon G, A propos de l'inscription de Colombo (1501): quelques observations sur le premier voyage de João da Nova dans l'Océan Indien, in Revista da Universidade de Coimbra, vol. 28, 1980,  pp. 233-270.
- (PT) Campos JM, D. Francisco de Almeida, 1° vice-rei da Índia, Lisbona, Editorial da Marinha, 1947.
- (PT) Castello-Branco TMS de, Na Rota da Pimenta, Lisbona, Presenza, 2006.
- (EN) Cunha JG da, An Historical and Archaeological Sketch of the Island of Angediva, in Journal of the Bombay Branch of the Royal Asiatic Society, vol. 11, 1875,  pp. 288-310.
- (EN) Dames ML, "Introduzione e note", 1918. in Barbosa
- (PT) Danvers FC, The Portuguese in India, being a history of the rise and decline of their eastern empire, Londra, Allen, 1894.
- (EN) Diffie B e Winius GD, Foundations of the Portuguese Empire, 1415–1580, University of Minnesota Press, 1977, ISBN 0-8166-0782-6.
- (PT) Ferguson D, The Discovery of Ceylon by the Portuguese in 1506, in Journal of the Ceylon Branch of the Royal Asiatic Society, vol. 19, n. 59, 1907,  pp. 284-400.
- (PT) Godinho VM, Os Descobrimentos ea economia mundial, 2ª ed., Lisbona, Presença Editoriale, 1984  [1963].
- (EN) Lach DF, Asia in the Making of Europe: Vol. 1 – the century of discovery, University of Chicago Press, 1994  [1963].
- (PT) Leite D, História dos Descobrimentos, Vol. II, Lisbona, Edições Cosmos, 1960.
- (EN) Logan W, Malabar Manual, rist., Nuova Delhi, Asian Education Services, 2004  [1887].
- (EN) Mathew KS, Indian Naval Encounters with the Portuguese: Strengths and weaknesses, in Kurup (a cura di), India's Naval Traditions, Nuova Delhi, Northern Book Centre, 1997.
- (PT) Monteiro S, Batalhas e combates da Marinha Portuguesa: 1139–1521, Lisbona, Livraria Sá da Costa, 1989.
- (EN) Newitt MD, A History of Mozambique, Indiana University Press, 1995.
- (PT) Pedroso SJ, Resumo historico ácerca da antiga India Portugueza, Lisbona, Castro Irmão, 1881.
- (PT) Quintella IdC, Annaes da Marinha Portugueza, vol. 2, Lisbona, Academia Real das Sciencias, 1839–40.
- (PT) Radulet CM, Girolamo Sergini e a Importância Económica do Oriente, in Revista da Universidade de Coimbra, vol. 32, 1985,  pp. 67-77.
- (EN) Roukema E, Brazil in the Cantino Map, in Imago Mundi, vol. 17, 1963,  pp. 7-26.
- (EN) Subrahmanyam S, The Career and Legend of Vasco da Gama, Cambridge University Press, 1997.
- (EN) Theal GM, Records of South-eastern Africa collected in various libraries & archive departments in Europe – Volume 2, Londra, Clowes per Gov of Cape Colony, 1898.
- (EN) Theal GM, The Beginning of South African History, Londra, 1902.
- (EN) Theal GM, History and Ethnography of Africa South of the Zambesi – Vol. I, The Portuguese in South Africa from 1505 to 1700, Londra, Sonneschein, 1907.
- (EN) Whiteway RS, The Rise of Portuguese Power in India, 1497-1550, Westminster, Constable, 1899.